# Pertti Teurajärvi
Pertti Benjam Teurajärvi (Kolari, 20 februari 1951) is een Fins langlaufer.

## Carrière
Teurajärvi won tijdens de Olympische Winterspelen 1976 in het Oostenrijkse Innsbruck de gouden medaille op de estafette, de Fédération Internationale de Ski erkende deze olympische titel ook als wereldtitel. Teurajärvi won twee jaar later tijdens de wereldkampioenschappen in eigen land de zilveren medaille wederom in de estafette. Tijdens de Olympische Winterspelen 1980 won Teurajärvi de bronzen medaille op de estafette. Individueel was de twaalfde plaats op de vijftien kilometer tijdens de wereldkampioenschappen van 1978 zijn beste prestatie.

## Belangrijkste resultaten

### Olympische Winterspelen
| Editie | Plaats      | Resultaten                        |
| ------ | ----------- | --------------------------------- |
| 1976   | Innsbruck   | 14e 15 km · 27e 50 km · estafette |
| 1980   | Lake Placid | 20e 15 km · 18e 50 km · estafette |

### Wereldkampioenschappen langlaufen
| Jaar | Plaats      | Resultaten                        |
| ---- | ----------- | --------------------------------- |
| 1976 | Innsbruck   | 14e 15 km · 27e 50 km · estafette |
| 1978 | Lahti       | 12e 15 km · op de estafette       |
| 1980 | Lake Placid | 20e 15 km · 18e 50 km · estafette |